# 배재중학교 축구부
배재중학교 축구부는 서울특별시에 위치한 배재중학교의 축구부이다. 배재중학교가 운영하는 축구부로 1902년에 창단  하였다.

## 같이 보기
- 배재중학교